# Louise Closser Hale
Louise Closser Hale (13 de octubre de 1872-26 de julio de 1933) fue una actriz teatral y cinematográfica, novelista y dramaturga estadounidense. 

## Biografía
Nacida en Chicago, Illinois (aunque algunas fuentes afirman que nació en Springfield, Massachusetts), su padre era Joseph A. Closser (1844-1887), un rico comerciante de cereal, y su madre Louise M. Closser (1847-1932). Ella estudió en la American Academy of Dramatic Arts de Nueva York y en el Emerson College de Boston. 
Su debut teatral se produjo en Detroit en 1884 en una producción de la obra In Old Kentucky. Su primer éxito sobre las tablas llegó en 1903, cuando actuó en el circuito de Broadway representando la obra de George Bernard Shaw Cándida. En 1907 actuó por vez primera en Londres con Mrs. Wiggs of the Cabbage Patch. 
Closser se hizo famosa por igual en el ambiente teatral neoyorquino y londinense, y fue conocida en el mundillo literario por novelas como Home Talent y An American's London, así como por ser coautora de la obra teatral Mother's Millions.
En 1899 Closser se casó con el artista y actor Walter Hale, cuyo nombre ella utilizó en su carrera artística. La pareja no tuvo hijos y colaboró en la preparación de muchos libros de viajes (él era autor de las ilustraciones de los libros), para lo cual viajaron por todo el mundo. Además, ella fue corresponsal de Harper's Magazine durante la Primera Guerra Mundial. 
Tras fallecer su marido en 1917 a causa de un cáncer, Closser Hale, entonces con 57 años de edad, dejó el teatro y fue a Hollywood, actuando en una treintena de películas, y actuando junto a intérpretes de la talla de Jean Harlow, Marlene Dietrich, Joan Crawford, Helen Hayes, Gary Cooper, Clark Gable, Al Jolson y George Arliss, entre otros. 
En 1933, mientras estaba de compras en Hollywood, sufrió un ictus, siendo trasladada al Hospital Monte Sano. Al siguiente día sufrió un nuevo ictus y falleció. Tenía 60 años de edad, y acababa de rodar Cena a las ocho. Sus restos fueron incinerados y enterrados en el Cementerio de Hollywood.

## Selección de su filmografía
| - 1919 : Winning his Wife, de George Terwilliger - 1929 : Paris, de Clarence G. Badger - 1929 : The Hole in the Wall, de Robert Florey - 1930 : Dangerous Nan McGrew, de Malcolm St. Clair - 1930 : Big Boy, de Alan Crosland - 1930 : Princess and the Plumber, de Alexander Korda y John G. Blystone - 1931 : Platinum Blonde, de Frank Capra - 1931 : Daddy Long Legs, de Alfred Santell - 1931 : Captain Applejack, de Hobart Henley - 1932 : The Man who played God, de John G. Adolfi - 1932 : No More Orchids, de Walter Lang - 1932 : The Son-Daughter, de Clarence Brown | - 1932 : Shanghai Express, de Josef von Sternberg - 1932 : Rebecca of Sunnybrook Farm, de Alfred Santell - 1932 : Rasputín y la zarina, de Richard Boleslawski y Charles Brabin - 1932 : Letty Lynton, de Clarence Brown - 1932 : Movie Crazy, de Clyde Bruckman y Harold Lloyd - 1932 : Faithless, de Harry Beaumont - 1933 : The White Sister, de Victor Fleming - 1933 : Storm at Daybreak, de Richard Boleslawski - 1933 : Today we live, de Howard Hawks - 1933 : The Barbarian, de Sam Wood - 1933 : Sopa de ganso, de Leo McCarey - 1933 : Cena a las ocho, de George Cukor |

## Teatro
obras represenradas en Broadway, salvo otra mención
- 1900-1901 : Arizona, de Augustus Thomas, con Edgar Selwyn
- 1903-1905 : Cándida, de George Bernard Shaw
- 1905 : Abigail, de Kellett Chambers
- 1906 : It's all your Fault, de (y con) Edgar Selwyn
- 1906-1908 : Clothes, de Avery Hopwood y Channing Pollock, con Douglas Fairbanks
- 1907 : The Straight Road, de Clyde Fitch, con Jessie Ralph
- 1907 : Mrs Wiggs of the Cabbage Patch, de Anne Crawford Flexner (en el Teatro Adelphi de Londres)
- 1909 : Disengaged, de Henry James, con Lumsden Hare
- 1909 : The Sins of Society, de Cecil Raleigh y Henry Hamilton
- 1909 : His Name on the Door, de Lawrence Mulligan
- 1910 : Lulu's Husbans, a partir de Le Mari de Loulou, de Henri de Gorsse y Maurice Soulié
- 1910-1911 : The Blue Bird, de Maurice Maeterlinck, con Pedro de Córdoba
- 1912 : Honest Jim Blunt, de William Boden
- 1914 : The Marriage of Columbine, de Harold Chapin, escenografía de Lionel Belmore
- 1915 : The Clever Ones, de Alfred Sutro, con Tully Marshall
- 1915-1916 : Ruggles at Red Gap, de Harrison Rhodes, con Jessie Ralph
- 1919-1920 : For the Defense, de Elmer Rice, con Richard Bennett
- 1920 : Más allá del horizonte, de Eugene O'Neill, con Richard Bennett
- 1920-1921 : Miss Lulu Bett, de Zona Gale, con Willard Robertson
- 1922 : Malvaloca, de Jacob S. Fassett, con Jessie Ralph
- 1922 : Hospitality, de Leon Cunningham
- 1923 : Peer Gynt, de Henrik Ibsen, con Romney Brent, Charles Halton y Edward G. Robinson
- 1923 : The Camel's Back, de William Somerset Maugham, con Violet Kemble-Cooper, Gavin Muir
- 1924 : New Toys, de Milton Herbert Grooper y Oscar Hammerstein II, con Mary Duncan, Ernest Truex
- 1924 : Expressing Willie, de Rachel Crothers
- 1925 : Harvest, de Kate Horton, escenografía de John Cromwell, con Fredric March
- 1925-1926 : One of the Family, de Kenneth S. Webb, con Beulah Bondi, Grant Mitchell, Mary Philips
- 1927-1928 : The Ivory Door, de Alan Alexander Milne, con Henry Hull, Donald Meek, Edward Rigby
- 1928-1929 : Paris, música de Cole Porter, letras de E. Ray Goetz y Cole Porter, libreto de Martin Brown
- 1930-1931 : Lisístrata, de Aristófanes, adaptación de Gilbert Seldes, con Hope Emerson, Etienne Girardot y Violet Kemble-Cooper

## Obra literaria
- 1906 : A Motor Car Divorce, Dodd, Mead & Co., New York, 319 p. (libro de viajes)
- 1909 : The Actress, Harper and Brothers, New York y Londres, 328 p. (novela)
- 1911 : The Married Miss Worth, Harper and Brothers, New York y Londres, 298 p. (novela)
- 1912 : Motor Journeys, A.C. McClurg & Co., Chicago, 324 p. (libro de viajes) ; Her Soul and her Body, Moffat, Yard & Co., New York, 288 p. (novela)
- 1915 : We discover New England, Dodd, Mead & Co., New York, 314 p. (libro de viajes)
- 1916 : We discover the Old Dominion, Dodd, Mead & Co., 374 p. (libro de viajes)
- 1920 : An American's London, Harper and Brothers, New York y Londres, 327 p. (libro de viajes)
- 1926 : Home Talent, Henry Holt & Co., New York, 293 p. (novela)
- 1927 : The Canal Boat Fracas, Henry Holt & Co., New York, 116 p. (novela)